# 넓은줄무늬주머니고양이
넓은줄무늬주머니고양이(Paramurexia rothschildi)는 주머니고양이과에 속하는 유대류의 일종이다. 파푸아뉴기니의 토착종이다. 자연 서식지는 아열대 또는 열대 건조 숲이다. 넓은줄무늬주머니고양이속(Paramurexia)의 유일종이다.